# La principessa di Clèves
La principessa di Clèves è il più celebre romanzo di Madame de La Fayette.

## Trama
La protagonista, Mademoiselle de Chartres, è una delle dame più affascinanti e corteggiate della corte di Enrico II di Francia e Caterina de' Medici; sposa il principe di Clèves, uomo che lei stima, ma non ama.
La novella sposa conosce l'amore dopo il matrimonio nella persona del duca di Nemours, corteggiatore di Elisabetta I d'Inghilterra: l'amore è corrisposto, ma la fedeltà matrimoniale impedisce alla principessa di Clèves di tradire lo sposo, anche dopo la morte di quest'ultimo, cagionata in parte dalla confessione della moglie di essersi innamorata del duca. Nonostante le pressioni del duca di Nemours, la protagonista si ritira in un monastero nei pressi dei Pirenei per intraprendere una vita umile e di carità, morendo ammirata da tutti per la sua virtù ferrea.

## Personaggi principali
Principessa di Clèves: moglie moralmente esemplare, ma innamorata del duca di Nemours, è fedele e sincera al proprio marito al punto di confessargli la propria passione amorosa per il duca.
Principe di Clèves: innamorato gelosamente della propria moglie, è consapevole di non esser ricambiato e alla fine sembra accettarlo; ma, dopo la scoperta della passione amorosa della moglie per il duca, ne muore di dolore.
Duca di Nemours (Giacomo di Savoia-Nemours): spasimante di Elisabetta I, decide di abbandonare l'impresa per amore della principessa. Affabile e galantuomo libertino per eccellenza, dimostra un certo rispetto per la moralità della protagonista.
Madame di Chartres: madre della principessa, è la prima a capire i veri sentimenti della figlia per il duca; esempio morale per la protagonista, morirà in maniera "stoica".

## Analisi
Scritto in uno stile sobrio e raffinato, è considerato il primo romanzo psicologico moderno e modello di un consistente filone della letteratura francese - tra cui Manon Lescaut (1731) dell'abbé Prévost, La vita di Marianna (1731-1741) di Pierre de Marivaux e Madame Bovary (1857) di Gustave Flaubert. La principessa di Clèves rappresenta una perfetta sintesi storico-culturale dell'alta società parigina, al tempo di Luigi XIV. Sebbene la vicenda narrata si svolga per la maggior parte nel 1559, dietro gli intrighi e gli inganni della corte di Enrico II si può ben vedere il riflesso di quella di Luigi XIV.
Vari studiosi hanno interpretato il rigore e la ragione della protagonista alla luce di possibili influenze filosofiche, di provenienza cartesiana e giansenista; il rigore e la ragione, specie nel campo sentimentale, erano principi diffusi in parte della nobiltà parigina del Seicento e venivano contrapposti al diffuso libertinismo sessuale dell'epoca. Da notare, comunque, è infine la totale assenza di riferimenti religiosi, o relativi a un qualche senso del "divino": la scrittura di M.me de La Fayette è tutta concentrata sulla complessità delle passioni umane, rappresentate nel loro terreno, concreto, "mondano" dispiegarsi.

## Trasposizioni cinematografiche
Il celebre romanzo ha ispirato più registi, i quali hanno spesso scelto di attualizzarne l'ambientazione:
- La principessa di Clèves (La Princesse de Clèves) (1961) regia di Jean Delannoy
- La lettera (A Carta / La Lettre) (1999) regia di Manoel de Oliveira
- La Fidélité (2000) regia di Andrzej Żuławski
- La belle personne (2008) regia di Christophe Honoré
- Nous, Princesses de Clèves (2019) regia di Régis Sauder

## Edizioni italiane
- La principessa di Clèves, a cura di Susanna Gugenheim, Milano, Vallardi, 1923.
- La principessa di Clèves, traduzione di Decio Cinti, Milano, Sonzogno, 1932.
- La principessa di Clèves, traduzione di Sibilla Aleramo, Nota di Riccardo Bacchelli, Biblioteca Romantica n.34, Milano, Arnoldo Mondadori Editore, 1935. - Premessa di S. Aleramo, Biblioteca Moderna n.700, Mondadori, 1961; a cura e con uno scritto di Fausta Garavini, Biblioteca n.25, Mondadori, 1981 - Milano, SE, 1992.
- La principessa di Clèves, Prefazione e trad. di Maria Ortiz, Collana Universale n.27, Torino, Einaudi, 1943. - Collana Centopagine n.29, Einaudi, 1974.
- La principessa di Clèves, traduzione di Alberto Carocci, Biblioteca Universale Rizzoli, Milano, Rizzoli, 1952. - Con un saggio di Armanda Guiducci, BUR, 1986, ISBN 978-88-171-6559-4.
- La principessa di Clèves. La contessa di Tenda, a cura di Giovanni Fassio, Torino, UTET, 1967.
- La principessa di Clèves, traduzione di Attilio Carpi, Milano, Fabbri Editori, 1970.
- La principessa di Clèves, traduzione di Vincenzo Acanfora, Milano, Aldo Peruzzo Editore, 1986.
- La principessa di Clèves, traduzione di Renata Debenedetti, Introduzione di Massimo Romano, Collana I Grandi Libri n.368, Milano, Garzanti, 1988, ISBN 978-88-11-36368-2.
- La principessa di Clèves, traduzione di Rosetta Loy, Collana Scrittori tradotti da scrittori, Torino, Einaudi, 1999, ISBN 978-88-06-14364-0.
- La principessa di Clèves, traduzione di Vincenzo Papa, Collana I Classici Classici, Milano, Frassinelli, 2006, ISBN 978-88-7684-968-8. - Collana Oscar Classici, Milano, Mondadori, 2016-2022, ISBN 978-88-047-4554-9.
- La principessa di Clèves, traduzione di Vincenzo Acanfora con revisione di Giuseppe Girimonti Greco e Francesca Scala, Introduzione di Isabella Mattazzi, Collana Le Grandi Scrittrici, Vicenza, Neri Pozza, 2014, ISBN 978-88-545-0886-6.
- La principessa di Clèves, traduzione di Luisa De Nardis, 2024, Amazon.